# 櫻井忠胤
櫻井 忠胤（さくらい ただたね、1881年〈明治14年〉7月19日 - 1931年〈昭和6年〉8月28日）は、桜井松平家17代当主、子爵。位階は従三位。幼名は善之助。学習院中等科卒業、在学中は嘉仁親王の学友であった。

## 人物
1895年（明治28年）、父・忠興が死去し子爵を襲爵すると、善之助から忠胤へと名前を改めた。その後、長女・彰子と二女・美知子を南部利克の子息へと嫁がせた。1929年（昭和4年）に、桜井松平家と縁のある桜井神社で行われた大規模な改修に際して、家宝であった和泉守兼定の太刀を奉納した。1930年（昭和5年）には、西宮市岡田山にあった別邸の土地6万6平方メートルを、移転先を探していた神戸女学院に売却した。忠胤の女子教育に対する関心の高さから、売却交渉は円滑に進んだという。
1931年（昭和6年）薨去。享年50。墓所は青山霊園。
長男の桜井忠養が子爵を襲爵した。

## 家族
- 父：松平忠興
- 母：きん[注釈 1]（1850年生[10]） - 小笠原忠幹の娘[10]。
  - 妻：鷹子（1888年生[3]） - 本多忠敬の二女[10]。学習院女学部卒業[3]。
    - 長女：彰子[注釈 2]（1907年生[3]） - 南部利克の長男・信克の妻[5]。女子学習院卒業[3]。
    - 二女：美知子（1909年生[3]） - 南部利克の五男・信雄[5]の妻。女子学習院卒業[3]。
    - 長男：忠養（1916年生[3]） - 桜井松平家18代当主。妻の良子は14代千宗室の二女。京都大学在学中に南部真宏らと茶道の「心茶会」を設立した[11]。
    - 七女：瑳紀子（1922年生[3]） - 久保田正治（東京株式取引所取引員）の長男・正彦[12]の妻[13]。

## 栄典
- 1901年（明治34年）7月20日 - 従五位[14]
- 1919年（大正8年）9月10日 - 正四位[15]